# San Martino d'Agri
San Martino d'Agri är en ort och kommun i provinsen Potenza i regionen Basilicata i Italien. Kommunen hade 757 invånare (2017).